# Brandaris (berg)
De Brandaris is een 241 meter hoge berg op Bonaire in Caribisch Nederland.
De top van de berg vormt het hoogste punt van het eiland en ligt midden in het Washington Slagbaai National Park dat bijna de gehele noordwestelijke punt van het eiland beslaat en beheerd wordt door STINAPA Bonaire.
Over de naamgeving van de berg is geen eenduidige uitleg.